# فيليب فيديليس دوس سانتوس
فيليب فيديليس دوس سانتوس (بالبرتغالية: Philipe Fidélis) (14 يونيو 1989 في كونتاجيم في البرازيل – )؛ هو لاعب كرة قدم برازيلي يلعب كمهاجم في نادي التعاون .
لعب سابقاً في نادي رأس الخيمة الإماراتي والنجمة اللبناني والذيد و التعاون و مسافي الإماراتيين.

## وصلات خارجية
- فيليب فيديليس دوس سانتوس على موقع الاتحاد الأوربي (الإنجليزية)
- فيليب فيديليس دوس سانتوس على موقع قاعدة بيانات كرة القدم.إي يو (الإنجليزية)
- فيليب فيديليس دوس سانتوس على موقع Soccerway.com (الإنجليزية)
- فيليب فيديليس دوس سانتوس على موقع AS.com (الإسبانية)
- فيليب فيديليس دوس سانتوس على موقع GSA (الإنجليزية)